# Only 1
«Only 1» es la decimocuarta canción de la edición de lujo del segundo álbum de Ariana Grande, My Everything. Ariana lanzó un preview de la canción el 17 de marzo de 2014 mientras estaba en LiveStream.

## Antecedentes y composición
«Only 1» fue la primera canción grabada para el álbum en 2013, es una canción R&B con influencias de los 90's, fue escrita por Grande esta como compositora principal y coescrita por Dennis Jenkins, Tommy Brown, Travis Sayles, Victoria McCants, Grande ha dicho que la canción esta en el top 5 de sus canciones favoritas de My Everything.

## Presentaciones en vivo
Grande realizó "Only 1" en vivo por primera vez en The Sweetener Sessions el 25 de agosto de 2018 en Los Ángeles. También lo realizó en el especial de una hora, Ariana Grande en la BBC, grabado el 7 de septiembre de 2018 y emitido el 1 de noviembre.
A pesar de que la canción no formó parte del  The Honeymoon Tour de Grande y tampoco del Dangerous Woman Tour, se suponía que formaba parte de la lista de canciones del Tour del Sweetener World Tour de Grande, pero desafortunadamente no lo hizo ya que Grande quien posee un tipo de voz de soprano lírica ligera y un registro vocal de 4.2 octavas y es considerada como una de las mejores cantantes de esta generación explicó que la canción es muy pesada[cita requerida] y no la cantaría ya que necesitaba darle descanso a su voz

## Recepción de la crítica
Billboard dijo "Only 1" une al mejor tipo de pistas de edición extra: una que no encaja con la edición estándar, pero merece la oportunidad de ser escuchada por los fanes de la artista. Corto, ágil y suntuoso, "Only 1" es una confección ligera que tiene éxito debido a su atareada e intrincada percusión. Billboard la coloco en el puesto número 72 de su listado Every Ariana Grande Song Ranked, diciendo "Only 1" es una de las mejores bonus tracks de Ariana. A lo largo de un ritmo boom-bap que recuerda a "Kick Push" de Lupe Fiasco, Ariana madura suavemente más allá de las historias de infatuación de Yours Truly: "No estoy diciendo que no lo merezca / Pero estaba soñando más grande de lo que nunca había imaginado" .
Vibe dijo tratando de resistir a un amante molesto ("Problem"), las consecuencias de una ruptura ("Best Mistake" y "My Everything") y la incredulidad de una relación demasiado buena para ser verdadera ("Only 1"). El único desvío de su adorablidad es "You Don't Know Me", un #DontJudgeMe azucarado para aquellos que rápidamente hacen etiquetas. Raheemdtv dijo "¡Solo 1 se trata de estar en una relación con alguien tan caliente y amoroso que debe estar haciendo trampa! ¡Parece que Ariana Grande no está acostumbrada a tener una relación sin problemas, así que ella misma tiene que crear un problema! Pero a pesar de todas las bromas, esta canción está bien. Suena como una versión menos digna de "Baby I" y es probablemente la razón por la que se hizo una canción extra. Pero es una buena pista." Only 1 cuenta con mas de 58 millones de stream en spotify

## Créditos y personal
- Ariana Grande- vocalista principal, composición principal, producción vocal exec.
- Tommy Brown -Coescritor
- TBHits-Producción
- Travis Sayles-Producción
- Victoria McCants-Coescritora, producción vocal exec.
- Dennis Jenkis-Coescritora

## Datos
- Esta es la primera canción de Grande que contiene un número en el título.
- Esta es la primera canción de la edición de lujo de Grande.
- Esta canción contiene una muestra de Biz Markie «Male The Music With Your Mouth Biz».[10]